# Dobra (rejon solecznicki)
Dobra (lit. Dabrai) − wieś na Litwie, w gminie rejonowej Soleczniki, 1 km na południe od Koleśników, zamieszkana przez 44 ludzi. Przed II wojną światową w Polsce, w powiecie lidzkim województwa nowogródzkiego.